# مسجد أبردين
مسجد أبردين ويعرف أيضاً مسجد أبردين والمركز الإسلامي (بالإنجليزية: Aberdeen Mosque and Islamic Centre)، هو أكبر مسجد رئيسي ومركز إسلامي في شمال شرق اسكتلندا يقع في مدينة أبردين بإسكتلندا.

## الوصف
- هو منظمة خيرية وغير ربحية وغير سياسية، والغرض منه هو إقامة صلاة الجماعة والأنشطة الدينية الإسلامية.[3]

- توفير الخدمات الدينية المجانية لأفراد المجتمع المسلم فيما يتعلق بالزواج الإسلامي والولادة والوفاة والدفن وفقا للقانون الاسكتلندي.

- تعزيز الوحدة وتوفير قنوات لتحسين التواصل والتفاهم بين المسلمين وغير المسلمين في المنطقة.

- يساهم المسجد في المجتمع المحلي من خلال الترويج والمشاركة في المشاريع المتعلقة بمجالات الاهتمام الاجتماعي.[4]

## التاريخ
تأسس المسجد على يد عدد صغير من طلاب جامعة أبردين وبعض رجال الأعمال المحليين في عام 1980.
في البداية كان المسجد يقع في منزل صغير بجوار الجامعة، ومع نمو المجتمع الإسلامي، تم شراء العديد من المنازل المجاورة لاستيعاب العدد المتزايد من المصلين.
تم نقل المسجد إلى موقع أكبر في شارع فريدريك والذي يعد بمثابة المسجد المركزي للجالية الإسلامية في مدينة أبردين.